# Primo Levi
Primo Levi, (Torino, 31. srpnja 1919. – Torino, 11. travnja 1987.), talijanski pisac, kemičar i prevoditelj, tvorac potresne i suzdržane književnosti o holokaustu po kojoj je prepoznat širom svijeta.

## Život i djelo
Rođen u židovskoj obitelji, studira kemiju u rodnom Torinu. Diplomira 1941. s odličnim ocjenama. Sa skupinom prijatelja pokušava se krajem 1943. povezati s pokretom otpora, no uhvaćen je i poslan u logor u Modeni, a odatle kasnije deportiran u nacistički koncentracijski logor Auschwitz na teritoriju današnje Poljske, gdje će provesti 11 mjeseci, sve dok Sovjeti nisu oslobodili logor u siječnju 1945. Po povratku u Torino počinje raditi kao kemičar, a 1961. postaje direktor u tvornici boja i emajla. Čitavo vrijeme piše. U mirovinu odlazi 1975., nakon čega se još intenzivnije posvećuje pisanju.
Iskustvo logoraša donosi u prvom romanu "Zar je to čovjek" (Se questo è un uomo) objavljenom 1947. Problematizira i nemogućnost da se jezikom predoči užas takvog iskustva. Roman "Primirje" (La tregua, 1963) o povratku logoraša kroz netom oslobođenu Europu također je autobiografičan, kao i esejističko djelo "Potonuli i spašeni" (I sommersi e i salvati, 1986), njegova posljednja knjiga.
Zbirku "Periodni sustav" (Il sistema periodico, 1975) čini 21 autobiografska priča inspirirana 21 kemijskim elementom iz Mendeljejevog sustava. Tako u priči "Argon" povlači paralelu između nereaktivnosti tog plemenitog plina i odbijanja židovske zajednice u Pijemontu da se asimilira u većinsku kulturu tog područja. U priči "Vodik" pripovijeda o svojim dječačkim eksperimentima s tim eksplozivnim plinom. "Vanadij" je o neočekivanoj poslijeratnoj prepisci s njemačkim kemičarem Müllerom, koji je u Auschwitzu vodio laboratorij u kojem je Levi kao školovani kemičar bio na prisilnom radu. U priči "Cink" napada nacistički mit o rasnoj čistoći. U vrijeme izdavanja "Periodnog sustava" Levi je već svjetski afirmirani književnik.
Roman "Zvjezdasti ključ" (La chiave a stella, 1978.) tematizira etičnost dobro obavljenog posla. U romanu "Ako ne sada, kada" (Se non ora, quando, 1982.) opisuje sudjelovanje grupe Židova u Drugom svjetskom ratu. Godine 1985. objavljuje knjigu eseja "Tuđe područje" (L’altrui mestiere, 1985). Esejistika koju je pisao u zadnjim godinama života potvrđuje ga kao autora velike intelektualne znatiželje i enciklopedijskih interesa, ali i osobu „koja dubinski promišlja tamnu stranu ljudskoga uma“.
Kompletna djela su mu prevedena u Francuskoj, Njemačkoj i SAD-u. Bio je prijatelj znanstvenice i nobelovke Rite Levi-Montalcini, filozofa Norberta Bobbia i drugih intelektualaca svoga vremena.